# Sxólkovo
Sxólkovo - Щёлково (rus) - és una ciutat de l'óblast de Moscou, a Rússia. És a 35 km al nord-est de Moscou, a la vora del Kliazma, afluent de l'Okà.

## Història
Sxólkovo era una possessió del Monestir de la Trinitat i Sant Sergi des de la dècada del 1520. A partir del segle xviii el poble es transformà en un important centre artesanal, sobretot de teixit de seda. Les primeres fàbriques arribaren al segle xix. La ciutat fou fundada el 1925 quan es fusionaren el vell poble de Sxólkovo i diversos pobles dels voltants.

## Demografia
| 1926   | 1939   | 1959   | 1970   | 1979    | 1989    | 2002    | 2008    | 2010    | 2014    |
| ------ | ------ | ------ | ------ | ------- | ------- | ------- | ------- | ------- | ------- |
| 12 000 | 27 000 | 57 800 | 78 300 | 100 300 | 109 255 | 112 865 | 112 815 | 108 056 | 116 366 |

## Ciutats agermanades
- Akhtúbinsk, Rússia
- Talsi, Letònia
- Hemer, Alemanya
- Brovarí, Ucraïna
- Lohja, Finlàndia
- Grodno, Belarús